# Teatar Gavran
Teatar Gavran hrvatsko je putujuće kazalište. Osnovali su ga Miro Gavran i Mladena Gavran 2002. godine. Svoje predstave najčešće izvodi u Koncertnoj dvorani „Vatroslav Lisinski“ (Mala dvorana) te na gostovanjima u Hrvatskoj i inozemstvu, nastojeći tako donijeti kazališnu umjetnost u svako, pa i najmanje mjesto, gdje postoji želja i potreba za time.

## Osnutak i djelovanje
Kazalište je osnovano s ciljem popularizacije kazališne umjetnosti i približavanja Gavranovih dramskih tekstova široj publici. U svom repertoaru izvodi djela samo jednoga pisca – Mire Gavrana – najizvođenijeg suvremenog hrvatskog dramatičara.
Teatar Gavran izvodi suvremene, dinamične predstave utemeljene na afirmaciji glumačkog umijeća kao osnovi kazališne umjetnosti. U produkciji angažira afirmirane hrvatske glumce, istaknute redatelje i iskusne kazališne suradnike.
Organizacijska voditeljica kazališta je Mladena Gavran, a umjetnički voditelj Miro Gavran. Producentica odrasle scene je Antonia Furjan, a producentica dječje scene Zorana Vukić Gavran.

## Repertoar
Na repertoaru Teatra Gavran nalaze se uglavnom drame i komedije Mire Gavrana. Od osnutka 2002. godine premijerno su izvedeni sljedeći naslovi predstava:
1. Hotel Babilon (2002.)
2. Zabranjeno smijanje (2004.)
3. Kreontova Antigona (2005.)
4. Sve o muškarcima (2006.)
5. Papučari (2007.)
6. Rogonje (2008.)
7. Najluđa predstava na svijetu (2009.)
8. Pandorina kutijica (2010.)
9. Pacijent doktora Freuda (2011.)
10. Lutka (2012.)
11. Noć bogova (2013.)
12. Sladoled (2014.)
13. Pivo (2015.)
14. Zaboravi Hollywood (2016.)
15. Parovi (2017.)
16. Sve o ženama (2018.)
17. Sve o muškarcima (2019.)
18. Savršeni partner (2020.)
19. Na kavici u podne (2021.)
20. Glasnogovornik (2022.)
21. Bit će sve u redu (2023.)
22. Agencija za sreću (2024.)
23. Zabranjeno smijanje (2025.)[1]

## Nagrade
2003.:
- Nagrada „Fabijan Šovagović“ (Festival glumca, Vinkovci) – Mladena Gavran, za 11 uloga u monokomediji Hotel Babilon
- Nagrada „Zlatni smijeh“ (Dani satire Fadila Hadžića, Zagreb) – Mladena Gavran, u monokomediji Hotel Babilon
- Nagrada publike za najbolju predstavu u cjelini („Zlatni lav“, Umag) – monokomedija Hotel Babilon
- Nominacija za Nagradu hrvatskog glumišta – Mladena Gavran, glavna ženska uloga, u monokomediji Hotel Babilon[2]

2004.:
- Nagrada „Marin Držić“ (Ministarstvo kulture i medija Republike Hrvatske) – Miro Gavran, za komediju Zabranjeno smijanje[3]

2009.
- Nagrada „Marin Držić“ – Miro Gavran, za monokomediju Najluđa predstava na svijetu
- Nagrada „Ivan Raos“ (Raosovi dani) – Miro Gavran, za monokomediju Najluđa predstava na svijetu[4]

2010.
- Nagrada „Vladimir Nazor“ (godišnja) – Mladena Gavran, za dvanaest uloga u monokomediji Najluđa predstava na svijetu[5]
- Nagrada žirija „Zlatna murva“ (Glumište pod murvom, Skradin) – Mladena Gavran, za monokomediju Hotel Babilon

2011.
Tri nagrade na Glumištu pod murvom (Skradin) za komediju Pacijent doktora Freuda:
- „Zlatna murva“ – Jakov Gavran, najbolji mladi glumac, za ulogu Adolfa Hitlera
- „Zlatna murva“ – Miro Gavran, najbolji tekst
- „Srebrna murva“ – nagrada publike za predstavu u cjelini[6]

2012.
- Nagrada „Srebrni zub“ (Festival Zlatni zub, Poreč) – komedija Pacijent doktora Freuda[7]

2013.
- Nagrada „Zlatni zub“ (Festival Zlatni zub, Poreč) – komedija Lutka[8]
- Nagrada hrvatskog glumišta – Doris Pinčić, najbolja mlada glumica do 28 godina, za ulogu Stele u komediji Lutka[9]

2015.
- Nagrada „Srebrni zub“ (Festival Zlatni zub, Poreč) – komedija Sladoled[10]
- Nagrada „Fabijan Šovagović“ (Festival glumca, Vinkovci) – Mladena Gavran, najbolja ženska uloga, majka u komediji Sladoled[11]

2017.
- Nagrada za najbolju glumicu (Festival pučkog teatra Omišalj – Čavle) – Mladena Gavran i Ana Vilenica, za uloge majke i kćeri u komediji Sladoled[12]
- Nagrada za najbolju predstavu u cjelini (10. Glumište pod murvom) – komedija Zaboravi Hollywood
- Nagrada za najbolje glumačko ostvarenje (6. Bobijevi dani smijeha, Zagreb) – Jakov Gavran, za ulogu Mateja u komediji Zaboravi Hollywood[13]

2018.
- Nagrada publike za najbolju predstavu (Festival pučkog teatra Omišalj – Čavle) – komedija Pivo[14]

## Dječja scena Teatra Gavran
O petnaestoj obljetnici Teatra Gavran osnovana je Dječja scena Teatra Gavran. Njezinim je umjetničkim ravnateljem do 2021. bio glumac lutkar Jakov Gavran, sin bračnog para Gavran, a potom je producenticom Dječje scene postala njegova supruga Zorana Vukić Gavran. Dječja scena Teatra Gavran dosad je izvela četiri naslova predstava Mire Gavrana:
1. Mudra sova i lukava lisica
2. Doktor od životinjica
3. Bjelobradi nosi darove
4. Zeko eko traži mamu

## Zagrebački festival monodrame
Teatar Gavran pokrenuo je Zagrebački festival monodrame 2021. godine, u vrijeme epidemije pandemije COVID-19, s ciljem promicanja monodrame kao kazališne forme, poticanja glumaca na istraživanje vlastitog umjetničkog potencijala te obogaćivanja kulturne ponude Grada Zagreba. Festival okuplja kazališta iz različitih dijelova Hrvatske i potiče međugradsku kulturnu suradnju.
Od 2024. godine festival se održava bijenalno. U natjecateljskom programu prikazuju se ponajbolje hrvatske monodrame, a na završnoj večeri dodjeljuje se Nagrada „Zlatna krila“ – zlatna statua akademskog kipara i slikara Dimitrija Popovića i novčana nagrada za najbolje glumačko ostvarenje. Idejna je začetnica Festivala Mladena Gavran, a od 2024. godine njegovom je ravnateljicom Antonia Furjan.
Dosadašnji dobitnici nagrade „Zlatna krila“:
- 2021. – Eugen Stjepan Višić (Ljubavno pismo ili ljubav koja se nije dogodila. Još., Akademija dramske umjetnosti u Zagrebu)
- 2022. – Karlo Mrkša (Vic o Sizifu, Umjetnička organizacija Punctum i Kunst teatar)
- 2024. – Petra Svrtan (Digitalno sama, Empiria teatar, redateljica Iva Srnec Hamer)